# Аба Дуга
43° 51′ 53″ N 15° 12′ 46″ E / 43.86472° С; 15.21278° И
Аба Дуга је ненасељено острвце у хрватском дијелу Јадранског мора. Налази се у Корнатском архипелагу између острвцета Шило Великог и Катине пред улазом у залив Телашћица. Дио је Националног парка Корнати. Њена површина износи 0,386 km², док дужина обалске линије износи 3,74 km. Највиши врх је висок 56 m. Грађена је од кречњака кредне старости. У новијим поморским картама се налази под именом Аба Вела. Административно припада општини Муртер-Корнати у Шибенско-книнској жупанији и на њему се налази најзападнија тачка Шибенско-книнске жупаније.